# Fleischrosa Gladiole
Die Fleischrosa Gladiole (Gladiolus carneus) ist eine Pflanzenart aus der Gattung der Gladiolen (Gladiolus) in der Familie der Schwertliliengewächse (Iridaceae). Dieser Endemit kommt nur in der südafrikanischen Provinz Westkap vor.

## Beschreibung

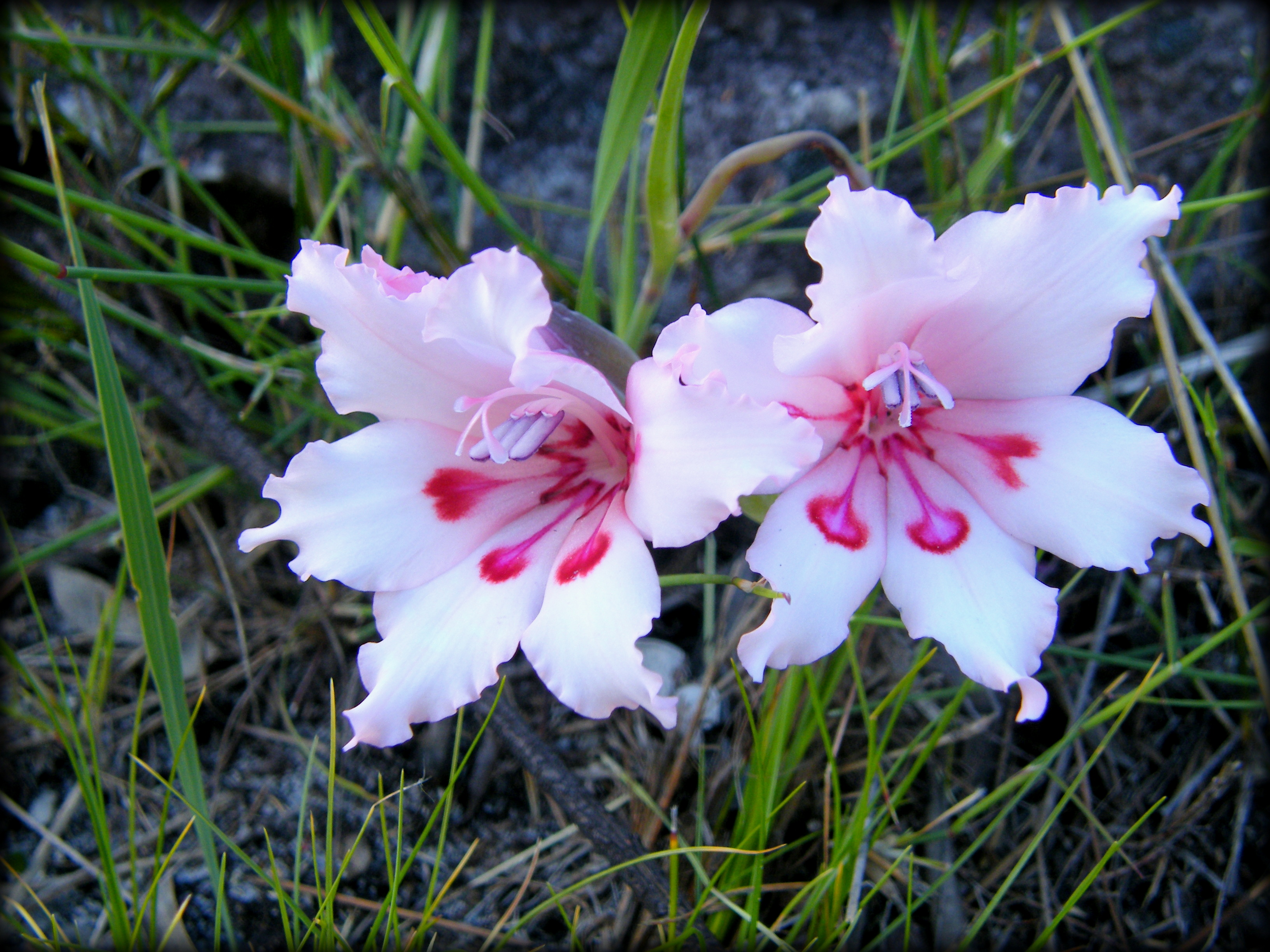
Zygomorphe Blüte, gut zu erkennen sind die drei Narbenäste

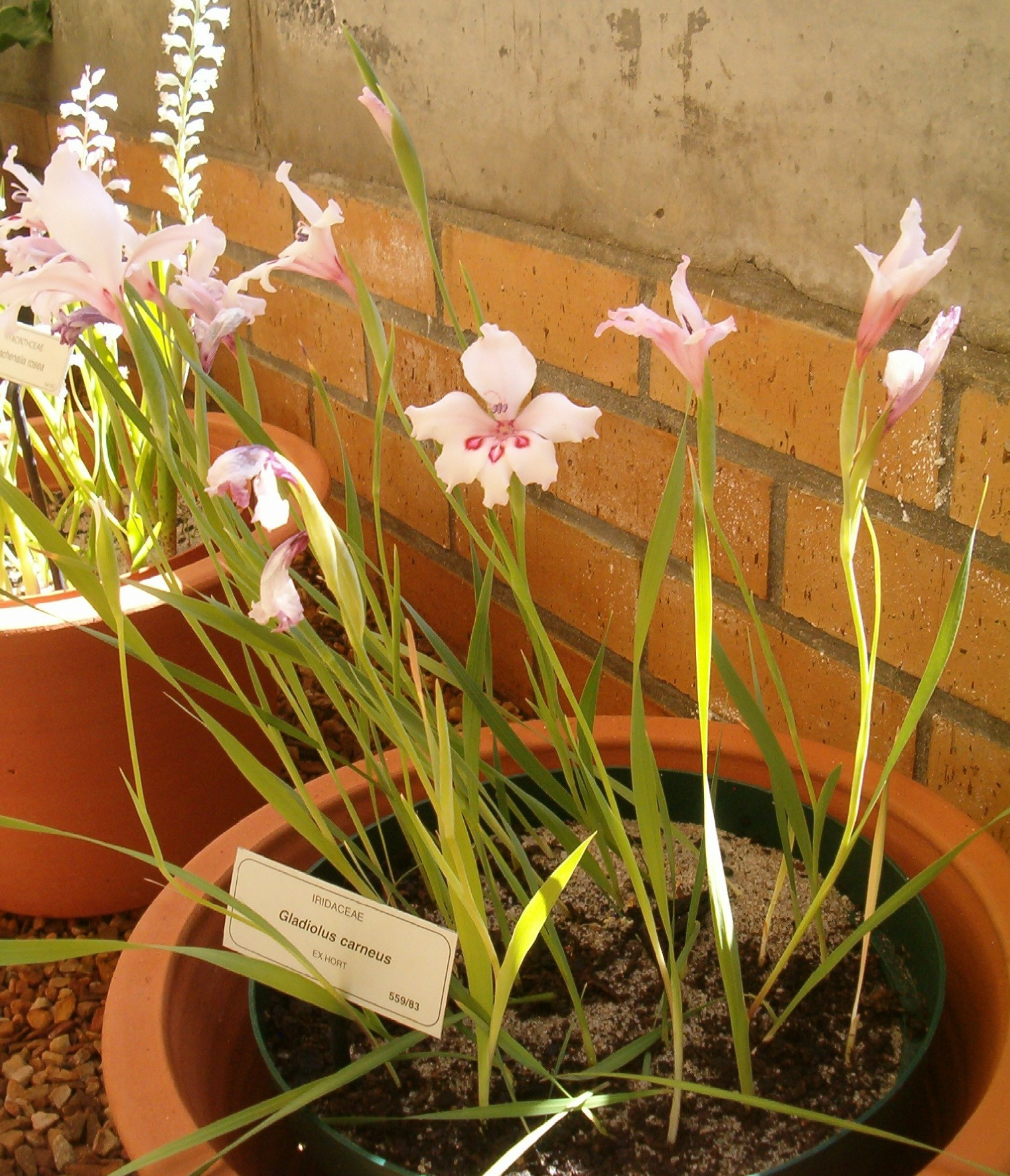
Habitus und Blüten der Wildform

### Vegetative Merkmale
Die Fleischrote Gladiole ist eine ausdauernde krautige Pflanze, die Wuchshöhen von 20 bis 100 Zentimetern erreicht. Als Überdauerungsorgane bildet dieser Geophyt Knollen. Der Stängel ist unverzweigt.
Die meist fünf wechselständig und zweizeilig am Stängel verteilten Laubblätter sind parallelnervig. Die einfache Blattspreite ist bei einer Breite von 0,5 bis 1, selten bis 2 Zentimetern sowie einer Länge von meist 30, selten bis zu 60 Zentimetern relativ lang und schwertförmig. Der Blattrand ist glatt.  

### Generative Merkmale
Die Blütezeit reicht in Mitteleuropa meist von Juni bis Juli. Der endständige, unverzweigte, locker zweireihige, ährige Blütenstand enthält zwei bis zu 6 Zentimeter lange Tragblätter und meist acht bis elf, selten bis zu zwölf Blüten.
Die ungestielte, nachts nach Nelken duftende, zwittrige Blüte ist dreizählig und stark zygomorph. Die Blütenröhre ist etwa 8 Zentimeter lang. Es sind zwei mal drei verschiedengestaltige Blütenhüllblätter vorhanden, sie sind weiß, cremefarben, blass rosafarben oder bis blass rosa-violett. Die Blütenhüllblattzipfel sind eiförmig und plötzlich ausgebreitet; die drei oberen sind größer. Es ist nur der innere Kreis mit drei freien, fertilen Staubblättern vorhanden, denn sie stehen dem äußeren Blütenhüllblättern gegenüber und ragen nicht aus der Blütenröhre heraus, mit der sie an der Basis verwachsen sind. Drei Fruchtblätter sind zu einem unterständigen Fruchtknoten verwachsen. Der Griffel endet in drei Narben.
Die dreifächerige Kapselfrucht weist eine Länge von etwa 20 Millimetern auf und enthält viele Samen. 
Die Chromosomenzahl beträgt 2n = 30.

## Vorkommen
Gladiolus carneus ist ein Endemit und kommt nur in der südafrikanischen Provinz Westkap vor. Sie gedeiht auf reichen Sand- und Sumpfböden in Höhenlagen von 0 bis 1200 Metern vor.
Sie wird in der Roten Liste der gefährdeten Pflanzenarten Südafrikas als Least Concern = nicht gefährdet bewertet.

## Taxonomie
Die Erstveröffentlichung von Gladiolus carneus erfolgte 1766 durch Daniel Delaroche in Descriptiones plantarum aliquot novarum, S. 30. Das Artepitheton carneus bedeutet fleischfarben. Synonyme für Gladiolus carneus D.Delaroche sind: Gladiolus albidus Jacq., Gladiolus blandus Aiton, Gladiolus callistus F.Bolus, Gladiolus campanulatus Andrews, Gladiolus cordatus Thunb., Gladiolus cuspidatus var. ensifolius Baker, Gladiolus cuspidatus var. ventricosus (Lam.) Baker, Gladiolus excelsus (Ker Gawl.) Sweet, Gladiolus eximius Ingram, Gladiolus expallescens Schrank, Gladiolus lunulatus Klatt, Gladiolus macowanianus Klatt, Gladiolus pictus Sweet, Gladiolus prismatosiphon Schltr., Gladiolus trimaculatus Lam., Gladiolus ventricosus Lam., Gladiolus vinulus Klatt.

## Nutzung
Die Fleischrosa Gladiole wird selten als Zierpflanze genutzt.
Gladiolus carneus ist eine der Elternarten der Garten-Gladiole (Gladiolus ×hortulanus).

## Belege